# اوتسگو (مینه‌سوتا)
اوتسگو، مینه‌سوتا (به انگلیسی: Otsego, Minnesota) یک شهر در ایالات متحده آمریکا است که در ایالت مینه‌سوتا واقع شده‌است.

## خصوصیات
اوتسگو ۷۸٫۹۷ کیلومترمربع مساحت و ۱۳٬۵۷۱ نفر جمعیت دارد و ۲۶۸ متر بالاتر از سطح دریا واقع شده‌است.